# Abbellimento (filologia)

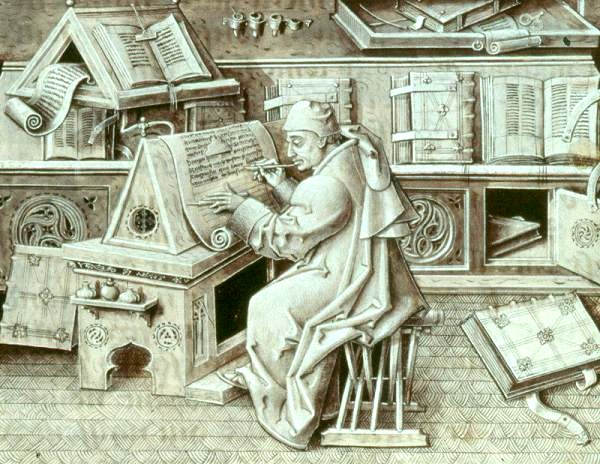
Ritratto di Jean Miélot, segretario, copista e traduttore di Filippo III, Duca di Borgogna.

In filologia, e nell'esegesi testuale, l'abbellimento è un concetto, introdotto da Giorgio Pasquali, con cui si fa riferimento a un processo di alterazione che subisce la tradizione di un testo originale non per causa di errori inconsci del copista, ma per effetto di azioni consce, o semi-coscienti, con cui l'amanuense interviene a rielaborare il testo per migliorare, da un punto di vista linguistico o stilistico, un determinato testo.

## Concetto
Gli abbellimenti sono, quindi, il frutto di interventi congetturali, più o meno consci, motivati da uno scopo e dal punto di vista di chi li effettua. Essi affliggono testi conosciuti già in forma criticamente accettabile e sono, quindi, non necessitati da problemi testuali: l'intervento di abbellimento, in questo modo, risparmia i passi corrotti e colpisce, invece, quelli sani. 
Il concetto si riferisce soprattutto all'amanuense, ma è applicabile, in maniera proficua, anche al curatore o all'editore critico di un testo, quando questi modifichi il testo con interventi non necessari, integrando un testo criticamente non problematico con le cosiddette congetture virtuose.
Un effetto negativo che sortisce l'abbellimento, anche quando sia il frutto di una ipotesi giusta, è quello di obliterare alcune corruttele del testo che sarebbero, invece, utilissimi indizi di parentela tra i testimoni. 

## Storia del termine
Insieme alla paternità del concetto scientifico, formulato da Giorgio Pasquali nel 1934, è da attribuire a lui anche l'onomaturgia della particolare accezione attribuita al termine "abbellimento" e al collegato significato di "abbellire". L'uso di quest'ultimo, nello stesso senso, è rintracciabile due anni prima, sempre in Pasquali-Avanzi: "Testi non troppo difficili non sono stati copiati meccanicamente, ma abbelliti nel copiare. Quindi molte delle corruttele, che sarebbero indizio prezioso di parentela, sono in certe tradizioni ricoperte nei singoli manoscritti da congetture, giuste o no."
Tali due accezioni non sono sempre accolte dai dizionari d'italiano: ad esempio, manca nel Grande dizionario della lingua italiana UTET diretto da Salvatore Battaglia, e nel Grande dizionario italiano dell'uso di Tullio De Mauro. Manca, inoltre, nel Dizionario di linguistica e di filologia, metrica, retorica  di Gian Luigi Beccaria, per Einaudi (1994), nel Diccionario de términos filológicos di Fernando Lázaro Carreter (1953), nel Lexicon linguisticae et philologiae di Emilio Springhetti (1962), e nel Lessico Filologico. Un approccio alla filologia di Enrico Malato per Salerno editrice (2008 come volume a sé stante; in precedenza, Glossario filologico nel vol. X della sua Storia della letteratura italiana per lo stesso editore).